# Furażowanie
Furażowanie (z fr. fourrage = pasza) – poszukiwanie i zdobywanie pożywienia przez mrówki. 
Furażowanie związane jest z terytorializmem u mrówek. Mrówka ćmawa (Formica polyctena) będąca najaktywniejszym drapieżcą wśród mrówek naszych lasów tworzy kolonie posiadające gniazda oddalone od siebie od kilku do około 100 m. Między nimi mrówki tworzą często wyraźnie widoczne szlaki. Furażerowaniem objęty jest nie tylko teren lasu ale i korony drzew. Furażerujące mrówki przynoszą do gniazda martwe owady oraz spadź transportując ją w swoim wolu. Powrót z pożywieniem do mrowiska zapewniają mrówkom szlaki feromonowe oraz wzrok. 